# ارکستر سرخ (مجموعه تلویزیونی)
ارکستر سرخ (روسی: Красная капелла) یک مینی‌سریال روسی است که در سال ۲۰۰۴ منتشر شد. این مجموعه دربارهٔ گروه مقاومت ارکستر سرخ در خلال جنگ جهانی دوم است.

## بازیگران
- سرگئی گارماش در نقش راینهارت هایدریش
- آندری ایلیین
- الکسی گوربونف
- یلنا کسینافونتاوا
- دیمیتری نازاروف
- میشل مرسیه
- والنتین اسمیرنیتسکی
- آرنیس لیتسیتیس
- آندری مرزلیکین
- کیریل پیروگوف